# Домбровский, Алексей Владимирович
Алексе́й Влади́мирович Домбро́вский (19 января 1882 — 22 апреля 1952) — российский и советский военачальник, начальник Морских сил Чёрного и Азовского морей (1920—1921). Капитан 1-го ранга (28.07.1917).

## Биография
Родился в семье преподавателя и инспектора Рыльской прогимназии Владимира Родионовича Домбровского и его супруги учительницы Александры Афанасьевны. Братья - Александр (1881) подполковник корпуса инженеров, Михаил (1882) капитан 2-го ранга, в Русской эскадре, умер в Париже, Владимир (1887), Сергей, сестры София, Евгения, Надежда, Наталья. В 1895 году окончил Рыльскую мужскую прогимназию.
Окончил Морской кадетский корпус в 1901 году и по его окончании в мае 1901 года был зачислен в Русский императорский флот с производством в чин мичмана. Служил в гидрографической партии Балтийского моря. В 1902 году переведён на миноносец «Грозовой» он в сентябре 1902 — мае 1903 года совершил переход из Кронштадта в Порт-Артур, где корабль вошёл в состав 1-го отряда миноносцев Первой Тихоокеанской эскадры.
Некоторое время служил в должности вахтенного начальника миноносца № 203. С 1903 года — младший штурманский офицер на броненосного крейсера 1 ранга «Россия», который входил в Отдельный отряд крейсеров эскадры Тихого океана, базировавшийся во Владивостоке. Принимал участие в русско-японской войне 1904—1905 годов на этом крейсере, участвовал в боевых походах к берегам Кореи и Японии, отличился при захвате японского транспорта с войсками «Кинсю-Мару» в апреле 1904 года. Отлично действовал в бою в Корейском проливе 1 августа 1904 года, командуя артиллерийским плутонгом, добился нескольких точных попаданий в японские крейсера. В бою получил 1 тяжелое и 13 лёгких ранений. За отличия награждён орденами Св. Анны III степени (6 мая 1907 года) и Св. Станислава III степени с мечами и бантом (30 мая 1904 года), а также 27 сентября 1904 года досрочно произведён в лейтенанты.
После окончания войны и возвращений крейсера на Балтику зачислен в Минную дивизию Балтийского флота. В 1908 году окончил Минный офицерский класс. В 1908-1909 годах в должностях младшего, старшего и флагманского минёра служил на крейсере «Богатырь». Будучи в практическом плавании в Средиземном море, вместе с другими членами экипажей русских военных кораблей участвовал в помощи пострадавшим во время землетрясения жителям итальянского города Мессина и был награждён серебряной медалью «За оказание помощи пострадавшим во время бывшего в 1908 году землетрясения в Сицилии и Калабрии». С 1909 года — минный офицер штаба начальника Морских сил Балтийского моря. 18 апреля 1910 года произведён в чин старшего лейтенанта. В 1910-1911 годах в должности старшего офицера служил на посыльном судне «Алмаз». 14 апреля 1913 года произведён в капитаны 2-го ранга. 6 декабря 1913 года награждён орденом Св. Станислава II степени, 20 мая 1914 года награждён орденом Св. Анны II степени.
Окончил Николаевскую морскую академию (1914).
В Первую мировую войну участвовал в боях на Балтике. В первые месяцы войны служил в штабе Минной дивизии флота, затем в 1914-1915 годах командовал эсминцем «Москвитянин». За отличия 1 июня 1915 года ему были пожалованы мечи к ордену Св. Анны II степени. С 1915 года — командир строившегося миноносца «Капитан Изыльметьев», который вступил в боевой состав флота в 1916 году. Осенью 1916 года был прикомандирован к Морскому генеральному штабу. 
После Февральской революции сразу признал Временное правительство России. С июня 1917 года — командир линкора «Полтава». В первые дни после Октябрьской революции был арестован и заключен в Петропавловскую крепость, но через несколько дней по категорическому требованию команды своего линкора был освобождён. Несмотря на этот инцидент, перешёл на сторону большевиков и остался на своём посту. В декабре 1917 года участвовал в работе комиссии, выделенной Центробалтом 4-го созыва, к 16 декабря разработавшей проекты декрета о демократизации флота и декрета об уравнении в правах военнослужащих. Участник Ледового похода Балтийского флота 1918 года. В феврале 1918 года одним из первых вступил в РККФ. С июля 1918 года начальник 1-й бригады линкоров, а с февраля 1919 года — начальник штаба Балтийского флота. Участвовал в организации отражения наступления войск генерала Н. Н. Юденича на Петроград.
24 апреля 1920 года был назначен начальником Морских сил Чёрного и Азовского морей и руководил их боевыми действиями против Белого флота. Главная база и штаб МСЧАМ находились в Мариуполе, обеспечивая приморские направления Юго-Западного, Кавказского и Южного фронтов. Участвовал в блокировании с моря Улагаевского десанта и в высадке контрдесанта в его тылу, в боях против врангелевской флотилии на Азовском море. С 1 декабря 1920 года одновременно являлся начальником береговой обороны Чёрного и Азовского морей. 
После Гражданской войны с января 1921 по декабрь 1924 года — помощник начальника и начальник штаба Морских сил Республики (в августе 1921 года преобразован в Морской штаб Республики, в декабре 1923 года — в Штаб РККФ). Был отстранён от должности и отдан под суд Особым отделом ОГПУ «за присвоение части средств, выделенных на работу Морского уставного комитета». Заявил о своём раскаянии, после чего дело было прекращено, но Домбровский получил новое назначение с значительным понижением: в феврале 1925 года он назначен помощником начальника Специальных курсов усовершенствования командного состава флота. С мая 1926 года — помощник начальника Военно-морской академии и одновременно с июня 1927 — старший руководитель кафедры организации и мобилизации флота в ней. С декабря 1929 года в запасе «по состоянию здоровья».
Жил в Ленинграде, с 1930 года работал в военной приёмке, с 1933 года — старшим инженером треста «Главэнергопром», с 1934 года — профессором кафедры тактико-технических наук военно-морского факультета Ленинградского электротехнического института имени В. И. Ульянова (Ленина). 
В 1935 году подвергался аресту, вскоре освобождён.
3 марта 1938 года был арестован органами НКВД СССР. 19 февраля 1940 года осуждён Особым совещанием при наркоме НКВД «как активный участник контрреволюционной организации, работавшей в пользу
Германии» к 5 годам ссылки. Ссылку отбывал в Якутии. В марте 1943 года освобождён по отбытии наказания (зачтено пребывание в предварительном заключении) и ему было разрешено вернуться в Курск. Там он смог устроиться на работу инженером-экономистом в архитектурно-планировочном отделе Курского «Облсельпроекта». Одновременно читал лекции по истории в Курском педагогическом институте. В 1948 году с Домбровского была снята судимость и он переехал в Ленинград. Вновь стал преподавать в Ленинградском электротехническом институте имени В. И. Ульянова (Ленина).
Скончался в Ленинграде, где был похоронен на Богословском кладбище.
Решением военного трибунала Ленинградского военного округа от 13 октября 1958 года уголовное дело по обвинению А.В. Домбровского было прекращено «за отсутствием состава преступления» и он был полностью реабилитирован.

## Сочинения
- Домбровский А. В. Русские моряки в Мессине в 1908 г. — СПб., 1914. — 39 с.

## Память
- В Санкт-Петербурге мемориальная доска установлена в 1990 на доме, где в 1925–1938 жил А. В. Домбровский (Захарьевская улица, дом 9).
- Мемориальная доска А. В. Домбровскому установлена в Рыльске на фасаде средней школы № 1 имени Г. И. Шелихова (в этом здании располагалась Рыльская мужская прогимназия, которую окончил А. В. Домбровский).
- Мемориальная доска А. В. Домбровскому установлена в Курске по адресу Красная площадь, дом 6. Надпись на доске: «В этом здании в 1943—1948 гг. работал А. В. Домбровский 1882-1952, выдающийся деятель ВМФ России, активный участник Русско-японской войны 1904-1905 гг., кавалер именного золотого оружия, начальник Морских сил Черного и Азовского морей 1920 г.».
- Именем А. В. Домбровского названа улица в Рыльске. В Рыльском краеведческом музее имеется постоянная экспозиция, посвященная ему.